# Brama Chlebnicka w Gdańsku
Brama Chlebnicka (niem. Brotbänkentor) – jedna z zabytkowych bram wodnych w Gdańsku, nad Motławą. Znajduje się przy Długim Pobrzeżu, u wylotu ulicy Chlebnickiej na Głównym Mieście.

## Historia

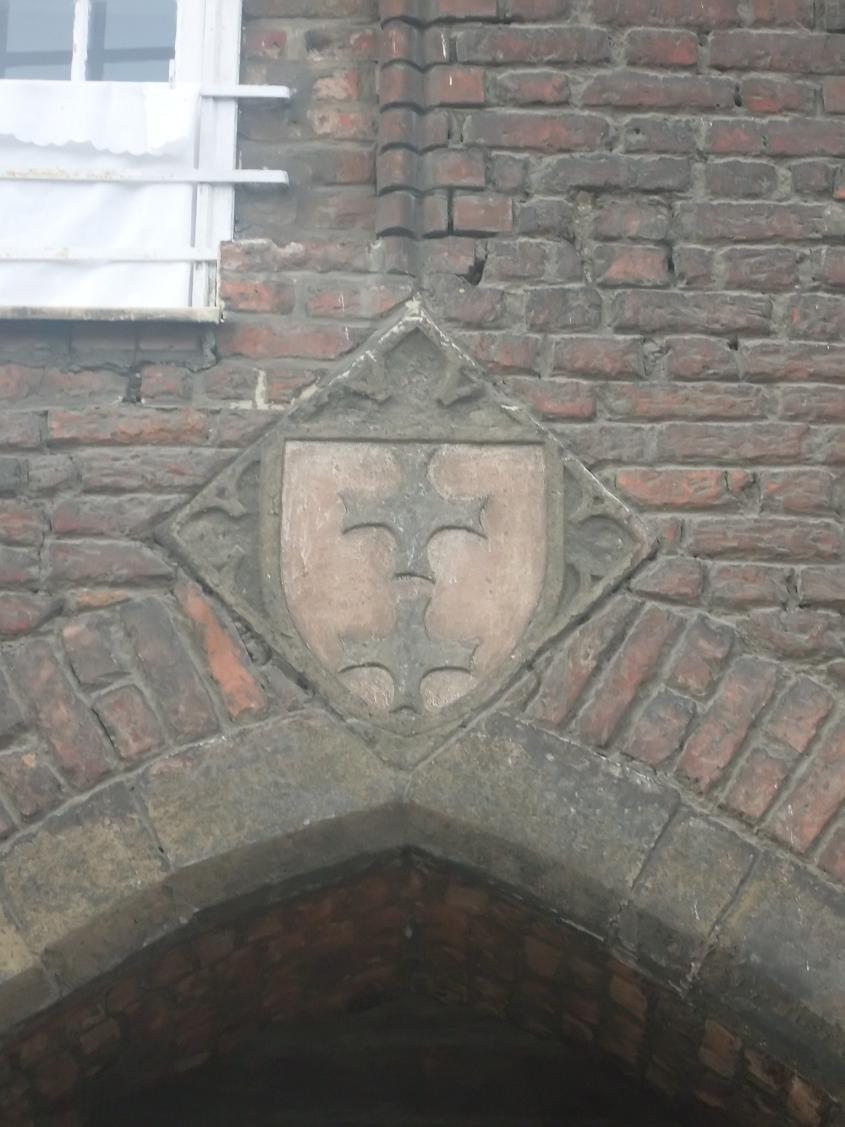
Herb Gdańska

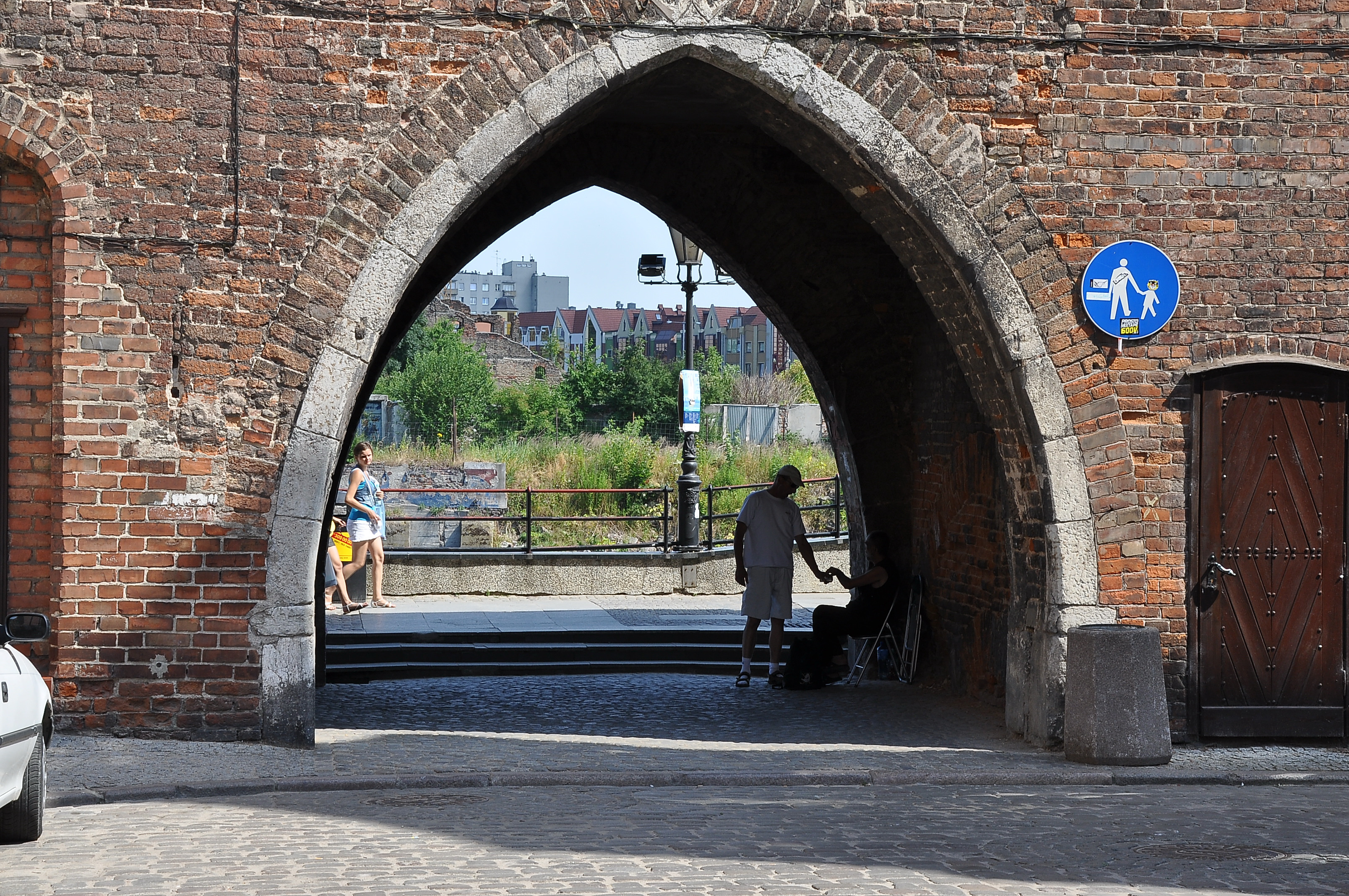
Przejście na Długie Pobrzeże

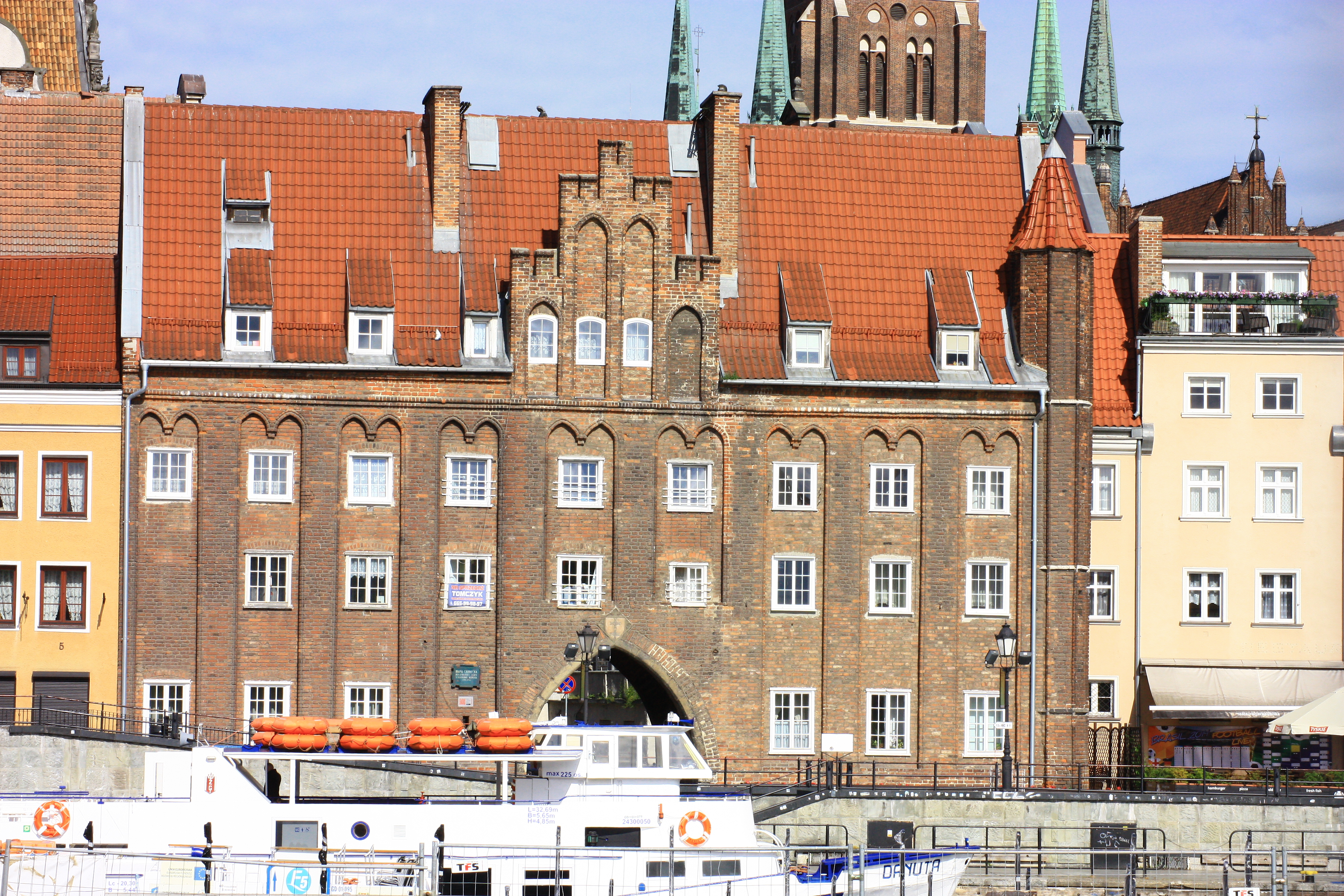
Widok od Motławy (strona zewnętrzna)

W swojej obecnej gotyckiej formie pochodzi z XV wieku, przy czym jest ona najstarszą z trzech zachowanych późnogotyckich bram wodnych – wskazuje na to nie tylko jej forma architektoniczna, ale także umieszczony nad przejazdem od strony Motławy herb Gdańska – dwa srebrne krzyże na tarczy w polu czerwonym, jeszcze bez dodanej w 1457 korony. Z kolei od strony ul. Chlebnickiej nad przejazdem umieszczono znak, obecnie najczęściej interpretowany jako lilia – dawny herb książąt Pomorza Gdańskiego z dynastii Sobiesławiców.
Brama została zbudowana na planie wydłużonego prostokąta o rzucie ok. 25,5 × 7,5 m, zamykającego wylot ulicy. Obie elewacje są rozczłonkowane wysokimi blendami, zamkniętymi od góry podwójnym ostrołukiem. Ściany zwieńczone są profilowanym ceglanym gzymsem. Całość nakrywa dach dwuspadowy, o kalenicy biegnącej równolegle do rzeki. Nad przejazdami znajdują się schodkowe szczyty, także podzielone ostrołukowymi blendami i zwieńczone krenelażem. Od strony Motławy brama posiadała dwie ośmiokątne wieżyczki, z których zachowała się tylko północna.
Spośród wszystkich bram wodnych, Brama Chlebnicka przetrwała koniec II wojny światowej w najlepszym stanie (wypaleniu uległy mury obwodowe, dach i wnętrze) i posiada do dziś taką samą formę, jak na dawnych fotografiach.